# Nicolaus Volckmar
Nicolaus Volckmar (data ur. nieznana, zm. 10 listopada 1601) – leksykograf i pedagog pochodzenia niemieckiego działający w Polsce.

## Życiorys
Pochodził z Hesji. Przybył do Polski w 1584 roku. W 1589 został uczniem  Gimnazjum Akademickiego w Gdańsku. Języka polskiego nauczył się prawdopodobnie w gdańskim gimnazjum. W 1594 objął funkcję lektora łaciny w niższych klasach Gimnazjum, udzielał też prywatnie lekcji języka polskiego. Od 1598 roku pełnił również urząd kaznodziei w kaplicach Św. Anny i Św. Ducha.

## Dzieła
Był autorem wielu podręczników i słowników, m.in. słownika łacińsko-niemiecko-polskiego Dictionarium trilinguae ad discendam linguam latinam, polonicam et germanicam accomodatum (Gdańsk 1596, istnieją też wydania późniejsze uzupełnione o część grecką) oraz gramatyki języka polskiego Compendium linguae Polonicae (1594).   Dziełem jego życia stał się podręcznik do nauki języka polskiego znany pod skróconym tytułem „Czterdzieści dialogów”, który ukazał się dopiero po śmierci autora, ale w ciągu następnych 150 lat miał wiele wznowień, według różnych autorów było to od 13 do 28 wydań. „Dialogi” są zbiorem lekkich, czasem zabawnych rozmów pomiędzy osobami różnych zawodów i stanów.